# Sandtjärnen (Svegs socken, Härjedalen, 688161-142470)
Sandtjärnen är en sjö i Härjedalens kommun i Härjedalen och ingår i Ljusnans huvudavrinningsområde. Sjön har en area på 0,082 kvadratkilometer och ligger 357,7 meter över havet.

## Delavrinningsområde
Sandtjärnen ingår i det delavrinningsområde (688034-142571) som SMHI kallar för Ovan VDRID = Ol-Olsån i Ljusnans vattendragsyta. Medelhöjden är 370 meter över havet och ytan är 17,38 kvadratkilometer. Räknas de 724 avrinningsområdena uppströms in blir den ackumulerade arean 8 515,34 kvadratkilometer. Avrinningsområdets utflöde Ljusnan mynnar i havet. Avrinningsområdet består mestadels av skog (52 procent) och sankmarker (14 procent). Avrinningsområdet har 0,82 kvadratkilometer vattenytor vilket ger det en sjöprocent på 4,7 procent. Bebyggelsen i området täcker en yta av 3,23 kvadratkilometer eller 19 procent av avrinningsområdet.